# Governo Fanfani IV
Il Governo Fanfani IV è stato il diciassettesimo esecutivo della Repubblica Italiana, il quinto e ultimo della III legislatura.
È rimasto in carica dal 22 febbraio 1962 al 22 giugno 1963, per un totale di 485 giorni, ovvero 1 anno e 4 mesi.
Ottenne la fiducia alla Camera dei deputati il 10 marzo 1962 con 295 voti favorevoli, 195 contrari e 83 astenuti. Ottenne la fiducia al Senato della Repubblica il 15 marzo 1962 con 122 voti favorevoli e 68 contrari.

## Storia
A seguito delle dimissioni del terzo governo Fanfani, formalizzate il 2 febbraio 1962, il 10 febbraio il Presidente della Repubblica Gronchi conferì nuovamente a Fanfani l'incarico di formare un nuovo governo. Il 21 febbraio Fanfani forma il suo quarto governo formato da esponenti di DC, PRI e PSDI e con l'appoggio esterno del PSI. Il governo viene presentato alle camere il due marzo. La fiducia viene votata alla Camera il 10 marzo che viene approvata con 295 voti a favore, 195 contrari e l'astensione del PSI mentre al Senato la votazione avviene il 15 marzo che viene approvata con 122 voti a favore e 68 contrari.
Il 18 giugno il Consiglio dei ministri approva la legge per la nazionalizzazione dell’energia elettrica, fra i punti principali del programma del PSI e che sarà approvata dal parlamento a novembre e viene istituito l’Ente per l’energia elettrica con conseguente trasferimento a esso delle industrie elettriche. A fine novembre si procede a un rimpasto con la sostituzione di alcuni ministri e alcuni sottosegretari e le modifiche vengono approvate dalla Camera il 5 dicembre e il 6 dicembre dal Senato.
Al fine di cercare un compromesso fra i vari partiti che sostengono il governo per definire come concludere la legislatura, dal 4 all'8 gennaio si svolgono riunioni e incontri dei segretari dei rispettivi partiti. In particolare ci sono contrasti fra DC e PSI sulla legge per l’attuazione dell’ordinamento regionale che la DC vorrebbe condizionare alla rottura del PSI con il PCI negli enti locali. Tuttavia, dato la ormai vicina conclusione della legislatura, il PSI esclude la crisi di governo.
Il Presidente del Consiglio si reca, dal 16 al 18 gennaio, in visita ufficiale negli Stati Uniti dove incontra John F. Kennedy.
Il parlamento viene sciolto il 18 febbraio

## Compagine di governo

### Appartenenza politica
- Democrazia Cristiana (DC): Presidente del Consiglio, Vicepresidente del Consiglio, 18 ministri, 32 sottosegretari
- Partito Socialista Democratico Italiano (PSDI): 3 ministri, 5 sottosegretari
- Partito Repubblicano Italiano (PRI): 2 ministri, 1 sottosegretario

### Provenienza geografica
La provenienza geografica dei membri del Consiglio dei ministri si può così riassumere:
| Regione               | Presidente | Ministri | Sottosegretari | Totale |
| --------------------- | ---------- | -------- | -------------- | ------ |
| Toscana               | 1          | -        | 4              | 5      |
| Lazio                 | -          | 4        | 8              | 12     |
| Veneto                | -          | 3        | 3              | 6      |
| Sicilia               | -          | 2        | 4              | 6      |
| Campania              | -          | 3        | 2              | 5      |
| Liguria               | -          | 4        | -              | 4      |
| Piemonte              | -          | -        | 4              | 4      |
| Lombardia             | -          | 2        | 1              | 3      |
| Puglia                | -          | -        | 3              | 3      |
| Emilia-Romagna        | -          | 3        | -              | 3      |
| Abruzzo               | -          | -        | 2              | 2      |
| Calabria              | -          | -        | 2              | 2      |
| Sardegna              | -          | -        | 2              | 2      |
| Umbria                | -          | -        | 2              | 2      |
| Basilicata            | -          | 1        | -              | 1      |
| Marche                | -          | 1        |                | 1      |
| Friuli-Venezia Giulia | -          | -        | 1              | 1      |

### Composizione del parlamento
| Camera dei Deputati | Camera dei Deputati | Seggi               |
| ------------------- | --- | ------------------- |
|                     | Democrazia Cristiana Partito Socialista Italiano Partito Socialdemocratico Italiano Partito Repubblicano Italiano Südtiroler Volkspartei Union Valdôtaine Totale Maggioranza | 273 84 22 6 3 1 389 |
|                     | Partito Comunista Italiano Movimento Sociale Italiano Partito Liberale Italiano Partito Democratico Italiano di Unità Monarchica Movimento Comunità Totale Opposizione       | 140 24 17 25 1 207  |
| Totale              | Totale | 596                 |

| Senato della Repubblica | Senato della Repubblica | Seggi          |
| ----------------------- | --- | -------------- |
|                         | Democrazia Cristiana Partito Socialista Italiano Partito Socialdemocratico Italiano Südtiroler Volkspartei Totale Maggioranza                                                | 123 36 5 2 166 |
|                         | Partito Comunista Italiano Movimento Sociale Italiano Partito Liberale Italiano Partito Democratico Italiano di Unità Monarchica Indipendenti di Sinistra Totale Opposizione | 60 8 5 6 1 80  |
| Totale                  | Totale | 246            |

## Composizione
| Carica                                    | Titolare                              | Titolare                                                           | Titolare                                       | Sottosegretari |
| Presidenza del Consiglio dei ministri     | Presidenza del Consiglio dei ministri | Presidenza del Consiglio dei ministri                              | Presidenza del Consiglio dei ministri          | Sottosegretario di Stato alla Presidenza del Consiglio                                                                   |
| ----------------------------------------- | ------------------------------------- | ------------------------------------------------------------------ | ---------------------------------------------- | --- |
| Presidente del Consiglio dei ministri     |                                       |                                                                    | Amintore Fanfani (DC)                          | - Umberto Delle Fave (DC) - Giovanni Giraudo (DC)                                                                        |
| Vicepresidente del Consiglio dei ministri |                                       |                                                                    | Attilio Piccioni (DC)                          | - Umberto Delle Fave (DC) - Giovanni Giraudo (DC)                                                                        |
| Ministri senza portafoglio                |                                       |                                                                    |                                                | |
| Riforma della Pubblica Amministrazione    |                                       |                                                                    | Giuseppe Medici (DC)                           | Giuseppe Medici (DC) |
| Cassa del Mezzogiorno                     |                                       |                                                                    | Giulio Pastore (DC)                            | Giulio Pastore (DC) |
| Rapporti con il Parlamento                |                                       |                                                                    | Giuseppe Codacci Pisanelli (DC)                | Giuseppe Codacci Pisanelli (DC)                                                                                          |
| Ministro senza portafoglio                |                                       |                                                                    | Attilio Piccioni (DC) (fino al 29 maggio 1962) | Attilio Piccioni (DC) (fino al 29 maggio 1962)                                                                           |
| Ricerca Scientifica                       |                                       |                                                                    | Guido Corbellini (DC) (dal 30 novembre 1962)   | Guido Corbellini (DC) (dal 30 novembre 1962)                                                                             |
| Ministero                                 | Ministri                              | Ministri                                                           | Ministri                                       | Sottosegretari di Stato                                                                                                  |
| Affari esteri                             |                                       |                                                                    | Antonio Segni (DC) (fino al 7 maggio 1962)     | - Giuseppe Lupis (PSDI) - Carlo Russo (DC) (fino al 30 novembre 1962) - Edoardo Martino (DC) (dal 1º dicembre 1962)      |
| Affari esteri                             |                                       | Amintore Fanfani (DC) Ad interim (dall'8 maggio al 29 maggio 1962) |                                                | - Giuseppe Lupis (PSDI) - Carlo Russo (DC) (fino al 30 novembre 1962) - Edoardo Martino (DC) (dal 1º dicembre 1962)      |
| Affari esteri                             |                                       | Attilio Piccioni (DC) (dal 29 maggio 1962)                         |                                                | - Giuseppe Lupis (PSDI) - Carlo Russo (DC) (fino al 30 novembre 1962) - Edoardo Martino (DC) (dal 1º dicembre 1962)      |
| Interni                                   |                                       |                                                                    | Paolo Emilio Taviani (DC)                      | - Guido Bisori (DC) - Egidio Ariosto (PSDI)                                                                              |
| Bilancio                                  |                                       |                                                                    | Ugo La Malfa (PRI)                             | - Dino Penazzato (DC) (fino al 15 giugno 1962) - Carlo Matteotti (PDSI) - Cristoforo Pezzini (DC) (dal 1º dicembre 1962) |
| Finanze                                   |                                       |                                                                    | Giuseppe Trabucchi(DC)                         | - Antonio Pecoraro (DC) - Filippo Micheli (DC)                                                                           |
| Tesoro                                    |                                       |                                                                    | Roberto Tremelloni (PSDI)                      | - Lorenzo Natali (DC) - Giovanni Bovetti (DC) - Augusto Fanelli (DC)                                                     |
| Grazia e Giustizia                        |                                       |                                                                    | Giacinto Bosco (DC)                            | - Salvatore Mannironi (DC)                                                                                               |
| Difesa                                    |                                       |                                                                    | Giulio Andreotti (DC)                          | - Gustavo De Meo (DC) - Guglielmo Pelizzo (DC) - Vittorio Pugliese (DC)                                                  |
| Industria e Commercio                     |                                       |                                                                    | Emilio Colombo (DC)                            | - Vittorio Cervone (DC) - Remo Gaspari (DC)                                                                              |
| Commercio con l'Estero                    |                                       |                                                                    | Luigi Preti (PSDI)                             | - Ferdinando Storchi (DC)                                                                                                |
| Agricoltura e Foreste                     |                                       |                                                                    | Mariano Rumor (DC)                             | - Ludovico Camangi (PRI) - Giacomo Sedati (DC)                                                                           |
| Lavori Pubblici                           |                                       |                                                                    | Fiorentino Sullo (DC)                          | - Guido Ceccherini (PSDI) - Tommaso Spasari (DC)                                                                         |
| Lavoro e Previdenza Sociale               |                                       |                                                                    | Virginio Bertinelli (PSDI)                     | - Ettore Calvi (DC) - Giuseppe Salari (CDC)                                                                              |
| Trasporti e dell'aviazione civile         |                                       |                                                                    | Bernardo Mattarella (DC)                       | - Luigi Angrisani (PSDI) - Renato Cappugi (DC)                                                                           |
| Marina Mercantile                         |                                       |                                                                    | Cino Macrelli (PRI)                            | - Francesco Maria Domenidò (DC)                                                                                          |
| Poste e Telecomunicazioni                 |                                       |                                                                    | Lorenzo Spallino (DC) (fino al 27 maggio 1962) | - Corrado Terranova (DC) - Crescenzo Mazza (DC)                                                                          |
| Poste e Telecomunicazioni                 |                                       | Guido Corbellini (DC) (dal 29 maggio al 30 novembre 1962)          |                                                | - Corrado Terranova (DC) - Crescenzo Mazza (DC)                                                                          |
| Poste e Telecomunicazioni                 |                                       | Carlo Russo (DC) (dal 30 novembre 1962)                            |                                                | - Corrado Terranova (DC) - Crescenzo Mazza (DC)                                                                          |
| Pubblica Istruzione                       |                                       |                                                                    | Luigi Gui (DC)                                 | - Maria Badaloni (DC) - Domenico Magrì (DC) - Carlo Scarascia Mugnozza (DC)                                              |
| Partecipazioni statali                    |                                       |                                                                    | Giorgio Bo (DC)                                | - Eugenio Gatto (DC) |
| Sanità                                    |                                       |                                                                    | Angelo Raffaele Jervolino (DC)                 | - Natale Santero (DC) |
| Turismo e Spettacolo                      |                                       |                                                                    | Alberto Folchi (DC)                            | - Dario Antoniozzi (DC) - Ruggero Lombardi (DC)                                                                          |

## Cronologia
Salvo diversa indicazione le notizie sono tratte dal sito dellarepubblica.it, richiamato in bibliografia

### 1962
- 3 febbraio: il Presidente della Repubblica inizia le consultazioni ricevendo i Presidenti delle camere, Giovanni Leone e Cesare Merzagora, e gli ex presidenti della Costituente Umberto Terracini e Giuseppe Saragat. A causa di un'indisposizione di Gronchi i tempi si dilatano, e nel frattempo Oronzo Reale per il PRI e Giuseppe Saragat per il PSDI si dichiarano concordi con le conclusioni del congresso della DC per l'entrata del PSI nella maggioranza. L'accordo di maggioranza prevede la nazionalizzazione dell'energia elettrica, l'istituzione delle regioni e la scuola media unificata.[13]
- 10 febbraio: Fanfani riceve l'incarico. Dalle consultazioni emerge un accordo per una maggioranza DC-PSDI-PRI con l'appoggio esterno del PSI. Quest'ultimo pone un veto, poi ritirato, sulla nomina di Antonio Segni a Ministro degli esteri. Decisa contrarietà del PLI, dei monarchici e del MSI.[14]
- 21 febbraio: Fanfani annuncia la lista dei ministri. Il giorno dopo il governo giura nelle mani di Giovanni Gronchi.[15]
- 3-10 marzo: il Governo si presenta alla Camera: la mozione di fiducia è approvata con 295 voti a favore e 195 contrari. Si astiene il PSI. Contrari PCI, PLI, Monarchici, MSI.
- 12-15 marzo: il Governo si presenta al Senato: la mozione di fiducia è approvata con 122 voti a favore e 68 contrari. Il PSI vota a favore perché al Senato l'astensione equivale a voto contrario. Contrari PCI, PLI, Monarchici, MSI.
- 23 marzo: Consiglio dei Ministri: viene fissata la data delle elezioni amministrative (10 giugno): sono approvati l'aumento del 30% delle pensioni INPS e la gratuità dei libri di testo per le scuole elementari.[16]
- 27 marzo: Gaetano Martino è eletto presidente dell’Assemblea parlamentare delle Comunità europee, che assume nello stesso giorno il nome di “Parlamento europeo”.
- 28 marzo: parlando a Tribuna politica Fanfani assicura che il Governo non si dimetterà qualunque sia il risultato delle elezioni amministrative di giugno. Annunciata la regolamentazione del diritto di sciopero.[17]
- 30 marzo: Consiglio dei Ministri; approvata la relazione sull'andamento economico del paese, che segna un +7,9% del reddito nazionale. Aumentato a 10.000 lire il minimo di pensione per gli artigiani.
- 5-8 aprile: congresso del PLI: Giovanni Malagodi e Gaetano Martino sono rieletti segretario e presidente del partito. Approvata una dura mozione contro il centro-sinistra: "aprendo al PSI la DC ha infranto la diga contro il comunismo" dichiara Malagodi ai giornali[18].
- 10 aprile: il Presidente della Camera, Giovanni Leone, convoca il Parlamento in seduta comune per l'elezione del nuovo Presidente della Repubblica. Il MSI si oppone alla prima convocazione dei rappresentanti regionali[19].
- 12 aprile: parlando a Tribuna politica, Palmiro Togliatti rifiuta di rispondere a un fuoco di fila di domande sulla libertà e la democrazia[20].
La Camera approva il disegno di legge "Revisione dei film e dei lavori teatrali", con 235 voti favorevoli (DC, PSDI, PRI), 177 contrari (PCI, PLI e con opposte motivazioni MSI e monarchici), 42 astenuti (PSI). L’approvazione definitiva il 18 aprile al Senato.
- 13 aprile: a Roma, si svolge un convegno internazionale antifranchista cui partecipano fra gli altri José Ortega y Gasset, Jules Moch, Pietro Nenni, Fausto Nitti, Aldo Garosci, Gian Carlo Pajetta, Altiero Spinelli. Nel corso dei lavori è data lettura dei messaggi di prigionieri politici nel carcere di Burgos. All’uscita gli intervenienti sono contestati violentemente da un folto gruppo di missini fra i quali Francesco Petronio, Massimo Anderson, Stefano Delle Chiaie, Arturo Bellissimo, Giulio Caradonna, che vengono fermati insieme ad altre 25 persone.
PCI, PSI e PSDI designano Giuseppe Saragat loro candidato alla presidenza della Repubblica. La direzione socialdemocratica precisa che la scelta non ha conseguenze sulla maggioranza di governo ed è finalizzata all'elezione di una figura di spicco della sinistra progressista.[21]
- 14 aprile: consiglio nazionale della DC: Aldo Moro elogia il valore politico dell'astensione socialista e difende la validità della coalizione di governo. Per l'ingresso ufficiale nella maggioranza, con propri rappresentanti nell'esecutivo, al PSI è richiesto il formale impegno di non formare giunte locali col PCI.[22]
- 18 aprile: pressato dalle correnti di "Rinnovamento" e "La base", interessate alla definizione di Fanfani quale candidato democristiano per il Quirinale, Moro annuncia la convocazione della direzione nazionale per il 26 aprile. Nel corso dell'assise lo stesso Moro dichiara che la designazione spetta ai gruppi parlamentari e respinge la richiesta dei basisti di discutere la candidatura del Presidente del Consiglio.[23]
- 1 maggio: l'assemblea dei grandi elettori democristiani designa Antonio Segni candidato ufficiale della DC per il Quirinale.
L'Unione Monarchica Italiana invita i parlamentari del PDI ad astenersi.[24]
- 2-15 maggio: Elezione del presidente della Repubblica. Antonio Segni viene eletto al nono scrutinio con 443 voti contro i 334 andati a Giuseppe Saragat. Fanfani assume l'interim degli esteri. Moro rassicura gli alleati che la DC rimarrà fedele al programma di governo e sottolinea il carattere equilibrato della scelta di Segni, un moderato che sarà chiamato ad arbitro di una stagione politica che gli è culturalmente avversa. Comunisti e missini, dalla diversa posizione di oppositori ed elettori del neo-presidente, ritengono che il gabinetto Fanfani non ha dato prova di grande solidità[25]
- 13 maggio: Segni respinge le dimissioni di cortesia presentate dal governo. Nelle stesse ore Pietro Nenni smentisce seccamente che il PSI abbia raggiunto accordi sottobanco che possano nuocere al programma di governo.[26]
- 18 maggio: consiglio dei ministri: approvato il disegno di legge sull'imposta cedolare. Nella stessa giornata il parlamento approva definitivamente il piano triennale della scuola presentato dal governo pochi mesi prima.
- 28 maggio: Lorenzo Spallino, ministro delle poste e senatore, muore in un incidente stradale.
A Ceccano l'intervento della polizia durante lo sciopero al saponificio Annunziata provoca la morte dell'operaio Luigi Mastrogiacomo.
- 31 maggio-3 giugno: congresso del PRI: con la sola opposizione della minoranza che fa capo a Francesco Scattolin trionfa la mozione di Oronzo Reale e Ugo La Malfa: il partito parteciperà con convinzione al centro-sinistra e fa propri gli obiettivi della nazionalizzazione dell'industria elettrica, delle regioni e della scuola media unificata.
- 9 giugno: A Roma, il commissario straordinario rifiuta di firmare il Piano regolatore concordato fra il ministro Fiorentino Sullo e la Federazione socialista romana. Approvazione a cui si erano opposti Aldo Natoli per il PCI, i radicali e la sinistra socialista rappresentata da Tullio Vecchietti.
- 10 giugno: elezioni amministrative per 102 comuni e la provincia di Roma: la DC perde il 3% a favore del PLI, avanzano i comunisti e rimangono sulle medesime posizioni gli altri partiti. Il PCI accusa la DC di fomentare la destra e allo stesso tempo di volersi aprire a una sinistra priva dell'appoggio del suo maggiore partito.
- 14 giugno: alla Camera si discutono le interpellanze e le interrogazioni presentate sui drammatici fatti di Ceccano. Il ministro degli Interni Paolo Emilio Taviani si impegna ad aprire un'inchiesta sugli avvenimenti ma respinge la proposta avanzata dal PCI, PSI, CGIL e CSIL di disarmare la polizia nelle manifestazioni.
- 15-22 giugno: i partiti della maggioranza raggiungono l'accordo sulla nazionalizzazione dell'industria elettrica. Previsto il commissariamento delle società private e la trasformazione delle loro azioni in obbligazioni. L'on. Aldo Bozzi preannuncia a nome del PLI una forte opposizione parlamentare al progetto, il cui disegno di legge viene approvato dal consiglio dei ministri il 21 giugno col piano finanziario per gli indennizzi. A seguito dell'approvazione si delinea l'opposizione interna della destra DC, illustrata da Giuseppe Pella e Giulio Andreotti.[27]
- 25 giugno: liberali, monarchici e missini fanno mancare per tre volte il numero legale alla Camera per impedire l'approvazione della regione Friuli-Venezia Giulia. Sollevata una pregiudiziale di costituzionalità.
- 20 giugno: la Camera approva il disegno di legge «Provvedimenti per lo sviluppo della scuola nel triennio dal 1962 al 1966».
- 26-30 giugno: col voto favorevole comunista, in aggiunta a quello della maggioranza, la Camera delibera l'urgenza del provvedimento sull'industria elettrica. Di conseguenza la commissione per l'esame del provvedimento tiene seduta tutti i giorni feriali dalle 15 alle 22. Mario Scelba chiede al consiglio nazionale della DC la libertà di voto per la componente moderata e si dichiara d'accordo con la preoccupazione del segretario liberale Giovanni Malagodi per la deriva verso un socialismo di stato.[28]
- 10 luglio: gravi incidenti alla manifestazione dei metalmeccanici in sciopero di Torino. Classe politica e stampa mettono sotto accusa le squadre di militanti comunisti infiltrate nel corteo. Il PSI è successivamente chiamato ad un'azione di chiarezza e di distinguo dalla politica comunista. La FIAT per "punizione" rispetto ai fatti di Piazza Statuto licenzia 84 operai della FIOM e della FLM e qualcuno della UILM, definiti "agitatori e violenti". Nell’azienda i sindacati proclamano uno sciopero di 24 ore che non riesce. A livello nazionale FIOM e FIM, non aderisce l’UILM, una fermata di 10 minuti.[29]
- 29 luglio: inizia alla Camera la discussione sulla nazionalizzazione dell'industria elettrica. Il PSI, nel suo primo intervento, chiarisce che il partito non intende chiedere altre nazionalizzazioni. Giovanni Malagodi per il PLI, Giorgio Almirante per il MSI e Adamo Degli Occhi per i monarchici sollevano una seconda eccezione di costituzionalità e annunciano, ognuno, una relazione di minoranza. Il PLI solleva inoltre il problema dell'iniquità dei rimborsi da accordare alle società private. La discussione generale e il passaggio degli articoli si chiudono l'8 agosto.[30]
- 7 agosto: sotto la presidenza di Ugo La Malfa, ministro del bilancio, si insedia la commissione nazionale per la programmazione economica.[31]
- 10 agosto: intervistato da Il Messaggero Fanfani sostiene che chi si oppone al centro-sinistra ha interesse a mantenere ed aggravare i problemi sociali del paese. Il presidente del consiglio assicura l'anticomunismo e l'antifascismo dell'azione di governo ma ricorda che l'iniziativa economica privata non viene limitata da poche e definite scelte politiche.[32]
- 4 settembre: a seguito di un forte sciame sismico nelle regioni meridionali, con scosse distruttive, il governo appena tornato in attività stanzia venti miliardi e vara un piano di rinvio delle scadenze e di sgravi fiscali per le zone colpite.
- 6 settembre: riprende alla camera la discussione sull'energia elettrica. Missini e liberali presentano oltre 200 emendamenti che mirano a ridurre l'ENEL a un ente di controllo dei gestori privati. Il PCI propone una commissione interparlamentare di controllo sull'azione del nuovo ente.
- 14 settembre: aperti contrasti tra DC e PSI sull'istituzione della scuola media unificata. I socialisti si oppongono alla soluzione approvata dal Senato che prevede l'obbligatorietà del latino solo al primo anno e ne chiedono la totale soppressione. In caso contrario voteranno contro. Un accordo viene raggiunto il 26 settembre con l'introduzione di elementi della lingua latina al terzo anno, in preparazione del suo studio al liceo.[33]
- 21 settembre: con 404 voti favorevoli e 74 contrari la camera approva la nazionalizzazione dell'energia elettrica. Votano a favore i partiti della maggioranza e il PCI, contrari tutti gli altri.[34]
- 2 ottobre: Inizia lo sciopero delle Università. A Roma una grave provocazione: la polizia circonda l’Ateneo. Il 9 ottobre un successo del movimento: Luigi Gui, ministro della Pubblica Istruzione si dichiara disponibile ad aprire una trattative sulla piattaforma rivendicativa presentata dagli studenti e dai docenti relativa ai progetti di legge sull’Università e la scuola da far approvare entro la Legislatura. Lo stesso giorno si svolge il primo incontro fra ministro e una delegazione delle rappresentanze universitarie. Il movimento si riserva di decidere la sospensione definitiva dello sciopero.
- 10 ottobre: consiglio dei ministri: inasprite le pene per le sofisticazioni alimentari. Istituzione di una imposta del 15% sui premi della TV. Il generale Giovanni De Lorenzo è nominato comandante generale dell'arma dei carabinieri.[35]
- 17-19 ottobre: comitato centrale del PSI: Pietro Nenni propone ai partiti alleati un patto per la prossima legislatura, in particolare per l'esame dei rapporti tra lo stato e i futuri poteri regionali. La minoranza dei carristi, per bocca di Lucio Libertini, boccia senza riserve la relazione del segretario, accusato di portare il PSI nell'area della socialdemocrazia con rinuncia alla lotta contro il capitalismo. L'assise approva a larga maggioranza il documento finale della segreteria. Palmiro Togliatti, nelle stesse ore, accusa Nenni di aver spaccato irrimediabilmente il suo partito.[36]
- 26 ottobre: A seguito dell’assemblea romana al Brancaccio una delegazione di intellettuali composta da Carlo Levi, Alberto Moravia, Renato Guttuso, Pier Paolo Pasolini, Alberto Carocci e Rino Dal Sasso s'incontra a Montecitorio con il ministro degli Esteri Attilio Piccioni e gli espone le preoccupazioni del mondo intellettuale per la situazione internazionale. Proseguono ovunque iniziative contro la guerra. A Roma a Piazza Vittorio manifestazione indetta dalla Camera del lavoro. Dopo il comizio di Santi, segretario CGIL, imponente corteo per le vie cittadine.
- 27 ottobre: muore Enrico Mattei.
- 3 novembre: la minoranza socialista dei carristi costituisce un comitato centrale della corrente, formato da 75 membri, con lo scopo di bloccare la linea politica di Nenni. L'iniziativa viene fatta risalire a un articolo di Palmiro Togliatti che solidarizza con la base del partito, ritenuta contraria all'alleanza di centro-sinistra. Promotori Lelio Basso e Tullio Vecchietti.[37]
- 5 novembre: Marcello Boldrini sostituisce Enrico Mattei alla guida dell'ENI.
- 6-7 novembre: a pochi giorni dal turno elettorale amministrativo di autunno le opposizioni lanciano un appello contro qualsiasi ipotesi di aprire a sinistra la maggioranza di governo. Alfredo Covelli parla di cessioni della DC al PCI; Arturo Michelini di mortificazione dell'iniziativa privata; Giovanni Malagodi torna sul tema del socialismo di stato quale fonte di aumento della spesa pubblica.
- 13-14 novembre. Elezioni amministrative: i partiti mantengono sostanzialmente le loro posizioni. Il solo PLI aumenta di poco più del 2% a danno dei monarchici.
- 16 novembre: consiglio dei ministri: sono approvati l'assegno per gli studenti universitari meritevoli ma privi di mezzi e le prime leggi quadro per i poteri, la struttura, la finanza e i limiti delle regioni a statuto ordinario. 
Il MSI presenta nelle stesse ore una proposta di legge costituzionale per l'abrogazione delle norme sull'ordinamento regionale.
Il PCI attua una forte pressione sulla maggioranza affinché le leggi quadro vengano portate subito alla discussione dell'assemblea: le richieste sono respinte 
Approvata la legge quadro di riforma del settore agricolo.
La Camera approva in via definitiva la nazionalizzazione dell'energia elettrica.[38]
- 22-28 novembre: congresso del PSDI: la linea politica della maggioranza (Giuseppe Saragat e Roberto Tremelloni) vince col 61,4% dei delegati. La minoranza di Luigi Preti non discute la leadership di Saragat ma solo i modi e i termini della gestione interna del partito.
- 30 novembre: Fanfani provvede a un rimpasto di governo. Sono nominati: Guido Corbellini (DC) ministro senza portafoglio, Carlo Russo (DC) ministro delle Poste e telecomunicazioni, Edoardo Martino (DC) sottosegretario per gli Affari Esteri, Cristoforo Pezzini sottosegretario per il bilancio. Alla Camera e al Senato il governo pone la fiducia sulle modifiche della compagine di governo. Alla Camera il 5 dicembre è approvata con 214 voti a favore, 58 contrari e 59 astenuti. Al Senato il 6 dicembre è approvata con 89 voti a favore, 44 contrari e 2 astenuti.
- 2-8 dicembre: congresso del PCI: Togliatti acclamato segretario, Luigi Longo rimane vice-segretario. Forte polemica con PSI e PSDI per la divisione del blocco democratico che, dice il documento conclusivo, finisce col favorire la destra fascista e conservatrice.
- 12 dicembre: Camera e Senato approvano la legge che istituisce la "Commissione parlamentare d’inchiesta sul fenomeno della mafia in Sicilia". Concluderà i suoi lavori presentando la relazione finale il 4 febbraio 1976.
- 14 dicembre: il governo vara un'amnistia per i reati punibili fino a tre anni e l'indulto di un anno per tutte le pene in corso di esecuzione.[39]
- 16 dicembre: Fanfani parla a Lecce e sostiene che la politica di centro-sinistra sta mettendo in seria difficoltà non solo i comunisti, come dimostrato dalle recenti flessioni elettorali, ma anche le opposizioni della destra.[40]
- 18 dicembre: Direzione nazionale PSI. Nenni riferisce delle trattative in corso con la DC sulle Regioni e smentisce le voci che erano circolate nei giorni precedenti che il PSI puntasse ad una crisi di governo.[41]
- 20 dicembre: Si conclude il negoziato per il contratto dei metalmeccanici fra Intersind e sindacati. Restano le difficoltà per il settore privato.
Le due tendenze interne del PSI, gli autonomisti di Nenni e Tremelloni e i carristi di Vecchietti e Basso si riuniscono separatamente nella sede del comitato centrale del partito e nei locali della rivista Mondo nuovo. La minoranza filo-comunista accusa il segretario di essersi adattato agli accomodamenti e alla tattica di allungamento dei tempi della DC, di aver accettato lo svuotamento della legge che istituisce l'ENEL di alcuni caratteri di sinistra e di non far niente di concreto per la libertà e l'autonomia dei lavoratori delle fabbriche. Viene ritenuto delegittimato il comitato centrale del partito: per gli ulteriori impegni sulle regioni e la legge agraria qualsiasi accordo con la DC dovrà essere valutato da un congresso.

### 1963
- 4 gennaio: Con una lettera all’«Avanti!» Lelio Basso interviene sulla democrazia di partito e sulla dialettica che deve intercorrere fra maggioranza e minoranza per raggiungere il «punto di equilibrio» fra le diverse posizioni. Gli risponde Giovanni Pieraccini, esponente della maggioranza, che nega che su ogni questione si debba ricercare un compromesso. In alcuni momenti spetta alla maggioranza il dovere di decidere e alla minoranza il diritto di criticare, ma non quello di «disubbidire».
- 9 gennaio: i partiti della maggioranza annunciano un pieno accordo per le nomine all'ENEL e l'avvio dell'iter parlamentare per le regioni.
Il procuratore generale della Cassazione, nel discorso per l'avvio dell'anno giudiziario dell'alta corte, accusa gli avvocati di prolungare inutilmente e pretestuosamente i processi allo scopo di intasare i tribunali e far giungere i procedimenti alla prescrizione.
- 11-13 gennaio: comitato centrale PSI: la DC è accusata di non rispettare la Costituzione in merito all’attuazione delle Regioni, condizionando il provvedimento a precise condizioni politiche». Tuttavia, considerando l’imminenza della scadenza elettorale, il PSI esclude una crisi che porterebbe solo alla formazione di un «governo elettorale. Respinto l'ordine del giorno della minoranza di sinistra che considera il centro sinistra «non idoneo» a determinare una reale svolta politica nella situazione italiana e si augura che l'incontro socialisti e cattolici non avvenga in «contrasto con lo sviluppo dell’unità del movimento operaio».
- 23 gennaio: inizia alla Camera il dibattito sulla mozione di sfiducia al governo presentata dal gruppo comunista.
Consiglio dei ministri: ridotti i tempi della ferma di leva e approvato un disegno di legge per il condono delle sanzioni disciplinari irrogate nei confronti dei dipendenti pubblici.[42]
- 24-27 gennaio: nel dibattito sulla sfiducia al governo PLI, Monarchici e MSI dichiarano, ognuno con proprie motivazioni, voto favorevole alla mozione comunista. Giuseppe Saragat, su mandato della direzione socialdemocratica, minaccia di riprendere piena libertà di azione rispetto al governo se il dibattito non chiarirà le posizioni della DC e del PSI. Aldo Moro conferma l'intenzione della DC di isolare il Partito Comunista, e che a tale scopo le regioni saranno attuate quando i comunisti non ne potranno approfittare per farne propri centri di potere. La mozione è respinta con 293 voti contrari (DC, PSDI, PRI), 173 a favore (PCI, PLI, PDI, MSI) e 60 astensioni (tra le quali l'intero gruppo del PSI).[43]
- 29 gennaio: il consiglio dei ministri approva il bilancio dello Stato per l'esercizio 1962-1963 con un disavanzo di 384 miliardi.
- 30 gennaio: il Senato approva in via definitiva lo statuto della regione Friuli- Venezia Giulia con 177 voti favorevoli e 25 contrari.
- 7 febbraio: monopoli di stato, medici e veterinari entrano in sciopero. Problemi per la panificazione a causa della mancanza di sale (all'epoca venduto solo dallo Stato) e per la vendita delle carni.[44]
- 8 febbraio: vertice di maggioranza. Il segretario della DC Aldo Moro pone al PSI una condizione: se si vuole approvare l'ordinamento regionale prima della fine della legislatura Nenni deve troncare ogni rapporto col PCI nelle giunte locali e negli organismi direttivi della CGIL.
- 9 febbraio: Entra in vigore la legge n.66 che ammette le donne a tutti i pubblici uffici, senza distinzione di carriere e limitazioni di grado.
È approvata la legge costituzionale che porta la durata del Senato a 5 anni, come la Camera dei deputati, e fissa il numero dei senatori a 315 e dei deputati a 630.
- 18 febbraio: muore Fernando Tambroni. I funerali si tengono due giorni dopo a spese dello stato.
- 20 febbraio: il presidente della repubblica scioglie le camere in vista della scadenza naturale della legislatura. Le elezioni sono fissate per il 28 e 29 aprile.
Parlando alla RV il ministro dell'interno Taviani esclude qualsiasi ipotesi di passaggio dal sistema proporzionale al maggioritario con collegi uninominali.[45]
- 21 febbraio: inizia il ciclo di tribuna elettorale: Aldo Moro anticipa che la campagna elettorale della DC, il cui programma sarà reso noto a giorni, prevede due obiettivi: le regioni e l'esclusione dall'area di governo del PCI e della destra monarchica e missina; Palmiro Togliatti dichiara che il nemico del Paese è la DC e di voler sganciare l'Italia dalla NATO per spostare l'asse internazionale ad Est; Pietro Nenni rivendica l'istituzione dell'ENEL e della scuola media unificata, presentando il PSI come il motore del rinnovamento italiano; Arturo Michelini ritiene che l'ingresso socialista nel governo è il cavallo di Troia del PCI; Giovanni Malagodi lancia un appello per la lotta al marxismo, comunista o socialista che sia, e più ancora alle idee economiche stataliste di cui si fa portavoce; Giuseppe Saragat rassicura che il centro-sinistra non intende promuovere altre nazionalizzazioni e manterrà fede all'alleanza atlantica; Alfredo Covelli critica il riconoscimento del centro-sinistra da parte del presidente Kennedy e perora la causa di un governo di centro-destra col PLI e il MSI; Oronzo Reale accusa il PCI di essere il vero ostacolo verso le regioni e ribadisce piena fedeltà al centro-sinistra.[46]
Aldo Moro a «Tribuna elettorale» chiede agli elettori i voti alla politica «popolare e prudente» della DC. Giudica utile l’incontro con i socialisti ma, per la prossima legislatura, lo condiziona alla piena indipendenza, non solo «autonomia”, del PSI dal PCI e un’intesa chiara sulla politica interna ed estera. Difende la Federconsorzi di Bonomi, giudicando le accuse mosse dal PCI infondate. Invita a procedere con cautela sull’istituzione delle Regioni. Dal discorso traspare, osservano i commentatori, molta prudenza sulle intese postelettorali. Critiche dal PSI che vede nelle dichiarazioni del segretario un disimpegno rispetto al dialogo fra i due partiti. Il PRI insiste sulle Regioni. Per il PSDI, al contrario, il segretario DC ha ribadito il rapporto con gli alleati di governo. Per il PCI la conferma del «conservatorismo» democristiano e la volontà di condizionare il centro- sinistra, quindi lo stesso PSI, alla centralità e al potere DC. Diverso il giudizio del PLI: Moro, sostanzialmente, ha riproposto la formula di centro-sinistra e l’attenzione ai socialisti.
- 2 marzo: il Presidente della Repubblica nomina Ferruccio Parri, Meuccio Ruini e Giovanni Leone senatori a vita.[47]
- 5 marzo: a «Tribuna elettorale», l’ex Presidente del Consiglio Mario Scelba prospetta un «centrosinistra autosufficiente» che escluda dalla maggioranza il PSI ed invita gli elettori moderati a concentrare i voti sulla DC, non potendo il PLI rappresentare un’alternativa. In una successiva intervista prospetta il ritorno al centrismo con una DC maggioranza assoluta in modo da non aver bisogno dei voti del PSI.
- 13 aprile: la segreteria della DC, dopo feroci polemiche che possono compromettere i risultati elettorali, si dissocia dal progetto sull’edilizia urbanistica predisposto dal ministro Fiorentino Sullo, affermando che si tratta di un’iniziativa personale che non impegna il partito.
- 28-29 aprile: elezioni politiche. Forte arretramento della DC: alla Camera passa dal 42,35% del 1958 al 38,28 %, perdendo 13 seggi. Netto il successo del PCI: dal 22,08% passa al 25,2% conquistando 22 seggi in più alla Camera. Circa un milione di voti in più rispetto alle precedenti elezioni politiche. Leggera flessione il PSI che si attesta al 13,84%, deluse le speranze di avvantaggiarsi della confluenza della sinistra socialdemocratica e della scomparsa del Movimento di Comunità, di cui in parte si sente erede. Stazionario anche il PRI. Aumentano i socialdemocratici. Consistente l’incremento del PLI: passa dal 3,54% al 6,97%, da 17 a 39 seggi. Un leggero incremento per il MSI. Crollo verticale per i monarchici.
- 4 maggio: forte del risultato del PCI Palmiro Togliatti rivendica l'ingresso dei comunisti al governo.
- 5 maggio: nell'incertezza sulla formazione di un nuovo gabinetto Giuseppe Saragat, dopo i colloqui avuti con Aldo Moro, rinuncia all’originaria proposta di un monocolore DC appoggiato da PSDI, PSI e PRI e, come affermato nel comunicato conclusivo della riunione, propone un governo tripartito (DC-PSDI e PRI) con l’appoggio esterno del PSI.
- 11 maggio: il PSI annuncia il congresso per il 18 luglio.
- 16 maggio: Fanfani si reca dal capo dello stato e presenta le dimissioni del governo.[48]